# Alchemy: Dire Straits Live
Alchemy: Dire Straits Live es el primer álbum en vivo oficial de la banda británica Dire Straits. El álbum incluye sus grandes éxitos en vivo procedentes de los cuatro primeros álbumes de la banda 
La grabación está extraída casi exclusivamente del concierto que Dire Straits ofreció en el Hammersmith Odeon, en Londres, el 23 de julio de 1983. Algunas pequeñas partes corresponden a la grabación de la noche anterior en el mismo recinto, tal es el caso de los segundos finales de "Solid Rock". Dicha canción finalizó con un error por parte de la batería, y fue corregido usando el final de la misma canción grabado la noche del 22 de julio. Algunos pequeños fragmentos vocales e instrumentales también fueron extraídos de la actuación de la noche anterior. 
La portada del álbum está extraída de una pintura de Brett Whiteley. Se realizó para la ocasión un collage entre la pintura original y los rostros de los miembros del grupo que aparecen en la contratapa del álbum, junto con otros elementos como el tío Gilito, de Walt Disney. 
Alchemy: Dire Straits Live fue remasterizado y reeditado exclusivamente en el Reino Unido el 8 de mayo de 2001.
En 2010 fue lanzada la edición en DVD y Blu-Ray con imagen y sonido remasterizado aunque la canción "Love Over Gold" no sé incluyó, de la cual no existe ningún vídeo, ni tampoco otras canciones del concierto, que nunca han aparecido de forma oficial: "Industrial Disease", "Twisting by the Pool" y "Portobello Belle".
La remasterización del audio presente en el DVD/Blu-ray ofrece algunos cambios, mejoras y "sorpresas" respecto al original, como la aparición de un saxofón al principio de "Solid Rock", nunca antes oído.

## Lista de canciones
Todas las canciones compuestas por Mark Knopfler excepto donde se indica.

### Disco uno
1. "Once Upon a Time in the West" – 13:01
  - "Intro: Stargazer" (instrumental extraído de la banda sonora de "Local Hero")
2. "Expresso Love" – 5:45
3. "Romeo and Juliet" – 8:17
4. "Love over Gold" – 3:27 (omitida en el DVD / Blu-RaY)
5. "Private Investigations" – 7:34
6. "Sultans of Swing" – 10:54

### Disco dos
1. "Two Young Lovers"  – 4:49
2. "Tunnel of Love" – 14:29
  - "Intro: The Carousel Waltz" (Richard Rodgers/Oscar Hammerstein II)
3. "Telegraph Road" – 13:37
4. "Solid Rock" – 6:01
5. "Going Home - Theme from 'Local Hero'" – 6:05

### DVD / Blu-Ray
1. "Once Upon a Time in the West" – 13:01
  - "Intro: Stargazer" (instrumental extraído de la banda sonora de "Local Hero")
2. "Expresso Love" – 5:45
3. "Romeo and Juliet" – 8:17
4. "Private Investigations" – 7:34
5. "Sultans of Swing" – 10:54
6. "Two Young Lovers"  – 4:49
7. "Tunnel of Love" – 14:29
  - "Intro: The Carousel Waltz" (Richard Rodgers/Oscar Hammerstein II)
8. "Telegraph Road" – 13:37
9. "Solid Rock" – 6:01
10. "Going Home - Theme from 'Local Hero'" – 6:05

La edición en DVD y Blu-Ray incluye el documental BBC Arena y dos actuaciones en directo en TV.

## Personal
- Mark Knopfler - voz principal y coros, guitarra líder
- John Illsley – bajo y coros
- Hal Lindes – guitarra rítmica y coros
- Alan Clark – órgano, piano y sintetizadores
- Terry Williams – bateria

Músicos adicionales
- Mel Collins – saxofón
- Tommy Mandel – sintetizadores
- Joop de Korte – percusiones

## Lista de éxitos

### Álbum
| País           | Listas            | Listas           | Listas        |
|                | Posición más alta | Semanas en lista | Certificación |
| -------------- | ----------------- | ---------------- | ------------- |
| Reino Unido    | 3                 |                  | Disco de oro  |
| Suiza          | 3                 | 16               |               |
| Noruega        | 7                 |                  |               |
| Austria        | 9                 | 46               |               |
| Estados Unidos | 46                |                  | Disco de oro  |

- Datos: Q155370